# سكوت هايدن
سكوت هايدن (بالإنجليزية: Scott Hayden)‏ هو ملحن أمريكي، ولد في 31 مارس 1882 في سيداليا في الولايات المتحدة، وتوفي في 16 سبتمبر 1915 في شيكاغو في الولايات المتحدة بسبب سل.

## وصلات خارجية
- سكوت هايدن على موقع ميوزك برينز (الإنجليزية)
- سكوت هايدن على موقع أول ميوزيك (الإنجليزية)
- سكوت هايدن على موقع ديسكوغز (الإنجليزية)